# Константин I Кизически
Константин (на гръцки: Κωνσταντίνος, Константинос) е гръцки духовник на Цариградската патриаршия.

## Биография
През януари 1779 година е избран и по-късно ръкоположен за месемврийски митрополит.
През декември 1791 година е избран за серски митрополит.
От 12 юли или от 13 юли 1811 година до смъртта си в края на 1822 година е кизически митрополит.